# フィンランド陸軍
フィンランド陸軍(フィンランド語: Suomen maavoimat スウェーデン語: Finlands armé)は、フィンランドの陸軍である。フィンランド国防軍を構成しており、機甲部隊を含む歩兵科、野戦砲兵科、対空砲兵科、工兵科、軍事通信科及び需品科の6兵科が存在している。
2022年1月1日より、パシ・ヴァリマキ中将が司令官を務めている。

## 職務

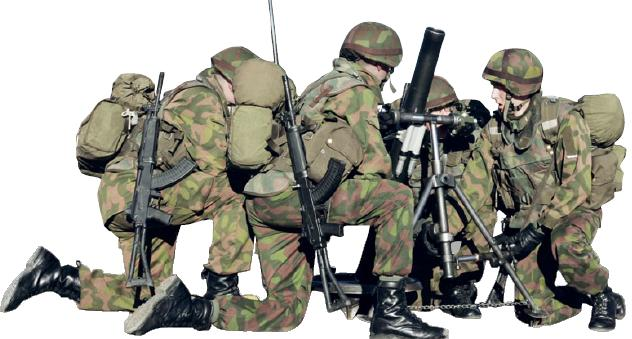
陸軍の迫撃砲班

フィンランド陸軍の主な職務は以下の3点である。
1. フィンランドの領土防衛
2. 国民の権利保障
3. 国際的な人道支援活動

上記に加え、徴兵や予備役の管理などにも責任を負う。
第二次世界大戦後から現在に至るまで、フィンランドは直接的な軍事的脅威にさらされたことがない。そのため通常編成されている旅団などは訓練用のものであり、即実戦に投入できる部隊の組織はなされていない。フィンランドには徴兵制が存在するが、前述の理由から徴兵された者が実働部隊に投入されることはなく、将来的にフィンランドが有事となった際に活動することを想定した訓練を行っている。なお、徴兵期間が終わった者はその後予備役になり、有事の際にはこれらを中心にして部隊が編成される。

## 歴史

### 前史

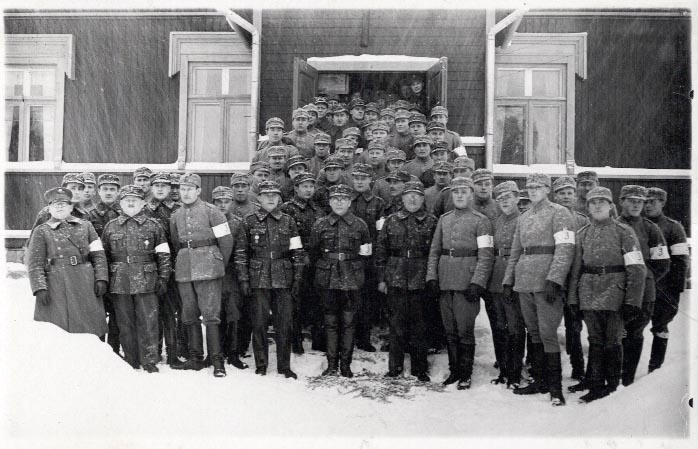
フィンランド白衛軍

1809年から1917年までフィンランドはロシア帝国のフィンランド大公国として存在しており、一期間ではあるが独自の軍隊組織を保有していた。なお、大公国以前のスウェーデン＝フィンランド時代にも軍隊組織を保有していたことがあった。大公国軍はスウェーデンから軍の制度を引き継いで構成されていたが、ロシア帝国側はフィンランドの軍事力を長い間必要としていなかった。それどころか大公国自体の防衛も駐留する帝国軍が行っていた。
ナポレオン戦争が勃発すると、1200人から成る連隊が3隊フィンランドで、地形学に関する部隊がハミナで組織されるなど大きな動きがあった。後に地形学に関する部隊は士官学校へと変わり、1829年には訓練大隊の一つがロシア皇帝近衛大隊としてフィンランドに置かれた。
クリミア戦争では9つの狙撃大隊を組織し、1878年からはフィンランドで徴兵が始まるなどしたが、20世紀への転換期に起こったフィンランドのロシア化の影響で、大公国軍は解散させられている。フィンランドの徴集兵らは帝国軍への入隊を拒否したため、帝国政府への納税を条件に徴兵制度もここで一度廃止された。しかし徐々に斜陽する帝国への不信感は募り続け、日露戦争での敗戦を契機に帝国軍を見限る者が出始めた。彼らは消防隊に偽装し、志願者によるフィンランド自警組織を水面下で組織し始めていた。
第一次世界大戦が起こると、イェーガー運動を組織するためフィンランドからドイツへ密かに入国するものも出るなど、フィンランド国内での独立の動きが活発になっていった。
ロシア革命が起こると、フィンランド独立の動きが頂点に達し、独立を宣言。しかし政情不安などから、ソビエト連邦の支援を受けた赤衛軍と、ドイツ帝国、スウェーデン義勇兵の支援を受けた白衛軍との対立が生まれ、フィンランド内戦が勃発した。
内戦後、白衛軍やイェーガー運動を中心にドイツ式の軍隊を基にしたフィンランド軍が組織され、徴兵制も復活した。

### 冬戦争

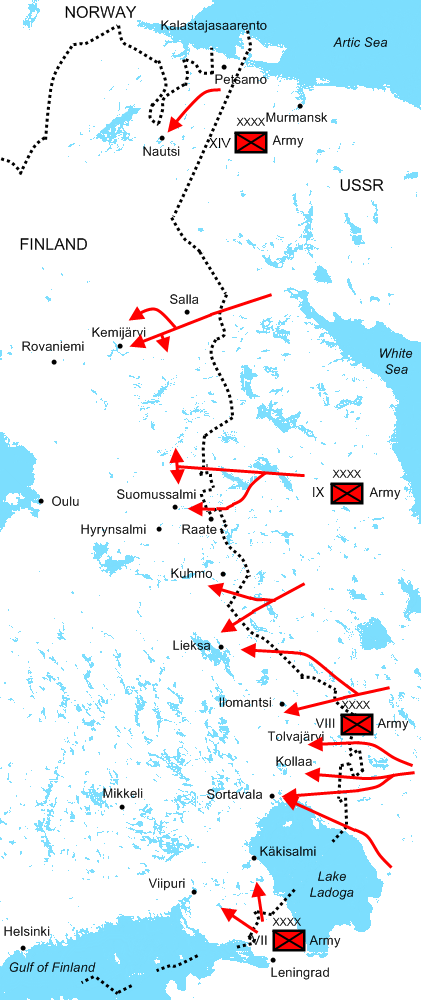
冬戦争におけるソ連の侵攻

冬戦争勃発時、フィンランド陸軍では4つの旅団、9つの師団を中心にいくつかの独立大隊や中隊が組織された。これらは3つの軍団に分けられ、そのうち第2軍団と第3軍団は後にカレリア地峡に移動しカレリア地峡軍を構成、最前線でソビエトとの激戦を交わした。また、ラドガ湖の防衛には 第4軍団が組織され充てられている。 さらにペツァモから北極海にかけての防衛には、少数の独立大隊を中心に構成された北フィンランド集団が赴いている。
フィンランド陸軍は上記の他にも9つの大隊から成る予備旅団を構成していたが、ソビエトとの戦闘が激化したためにこれらの予備部隊も後に実戦投入された。また、予備役兵からなる師団もいくつか組織されていたが、戦況悪化に伴い第1予備師団は第21師団として、第3予備師団は第23師団として12月19日から前線に送られた。また、第2予備師団は北フィンランドで展開された。

### 戦闘序列

#### カレリア地峡軍
- 第2軍団（英語版）
  - 第4師団（英語版）
  - 第5師団（英語版）
  - 第11師団（フィンランド語版）

- 第3軍団（英語版）
  - 第8師団（フィンランド語版）
  - 第10師団（フィンランド語版）

- 予備
  - 第1師団（フィンランド語版）

#### 独立部隊
- 第4軍団（英語版）
  - 第12師団（フィンランド語版）
  - 第13師団（フィンランド語版）

- 北フィンランド集団（英語版）
  - ラップランド集団（英語版）
  - 北カレリア集団（英語版）

#### 指揮
- 第6師団（英語版）
- 第9師団（フィンランド語版）
- 予備旅団

#### 各司令官
- 最高司令官：カール・グスタフ・エミール・マンネルヘイム元帥
  - カレリア地峡軍：フーゴ・オステルマン中将
    - 第2軍団：ハロルド・オーキュスト中将
    - 第3軍団：エリック・ハインリッヒス少将

  - 第4軍団：ユホ・ヘイスカネン少将 (1939年12月4日よりヴォルデマル・ハッグルンド少将)
  - 北フィンランド集団：ヴィリオ・ツオムポ少将
    - ラップランド集団：クルト・マルッティ・ヴァッレニウス（英語版）少将

### 継続戦争

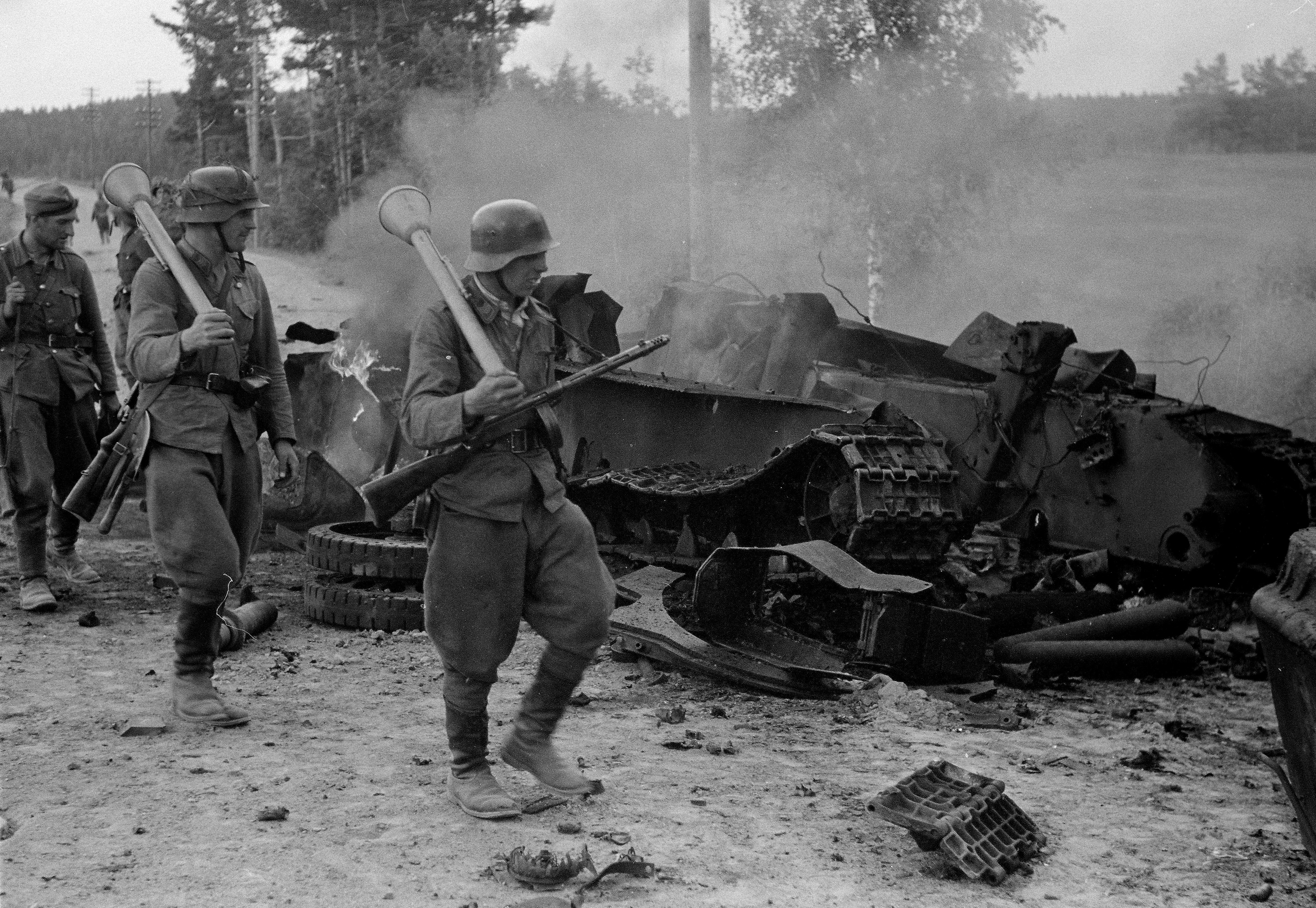
ドイツ軍の突撃砲によって破壊されたT-34のそばを通るフィンランド部隊 (タリ＝イハンタラの戦い)

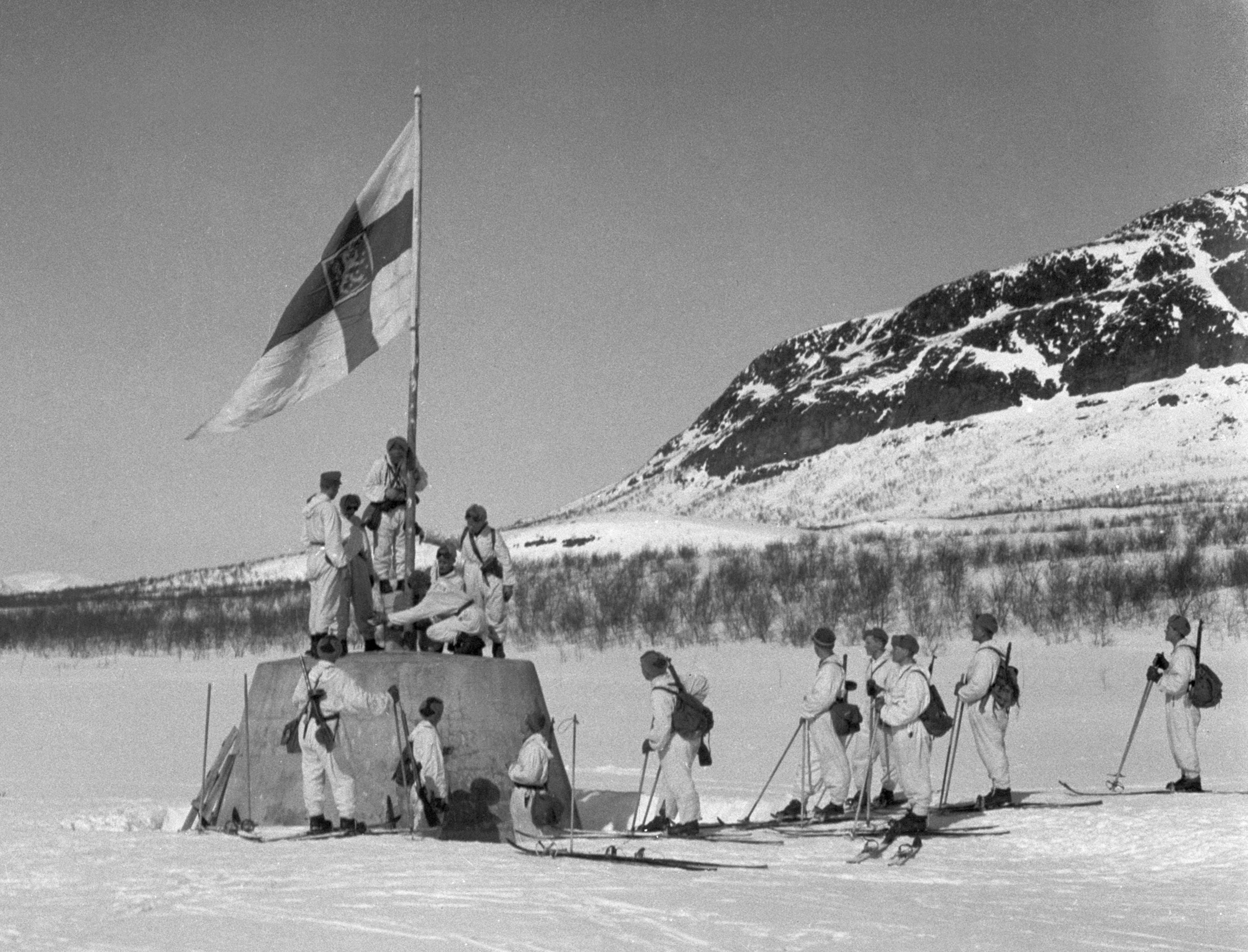
ラップランド戦争終結により掲げられるフィンランド軍旗

1941年6月29日、継続戦争勃発に伴い即座にカレリア軍が組織された。また、第1軍団から第7軍団まで計7つの軍団も組織されている。フィンランド陸軍の担当は主にフィンランド湾からカイヌー県にかけての地域であり、北部フィンランド地域はドイツ国防軍陸軍のノルウェー軍が担当していた。1941年の夏から秋にかけて、フィンランド陸軍はソ連軍を東カレリアの奥まで押し戻し、冬戦争で失われたかつてのフィンランド領の再占領に成功している。1942年冬、フィンランドは積極的な攻撃を止めたためその後2年にわたって戦線は膠着した。
1944年6月、ソ連側のヴィボルグ＝ペトロザヴォーツク攻勢発動により戦線は再び活発化、その結果フィンランドはカレリア地峡やヴィープリ、その他主要都市の大部分を失い、東カレリアからの撤退を余儀なくされた。しかし、タリ＝イハンタラの戦いで激戦の末フィンランドは防衛に成功し、ソ連軍の侵攻を食い止めた。9月にフィンランドはドイツ軍の完全撤退などを条件にモスクワ休戦協定を締結し、継続戦争は終戦を迎えた。

### ラップランド戦争
ソ連との戦闘が終わった1944年9月より、今度はドイツとの戦争がフィンランド最北のラップランドで勃発した。フィンランド側はラップランド戦争を冬戦争や継続戦争のように独立した戦争であると捉えていたが、ドイツ側はあくまで第二次世界大戦の一戦闘であると捉えていた。
協定通りフィンランドからドイツ軍を一掃する必要があったが、ソ連側からフィンランド軍主力部隊の解体も要求されていたため、フィンランドは軍を解体しつつドイツとの戦闘を行うという困難に立たされた。戦争の末ドイツ軍をノルウェーへ撤退させることに成功している。

## 現在の組織

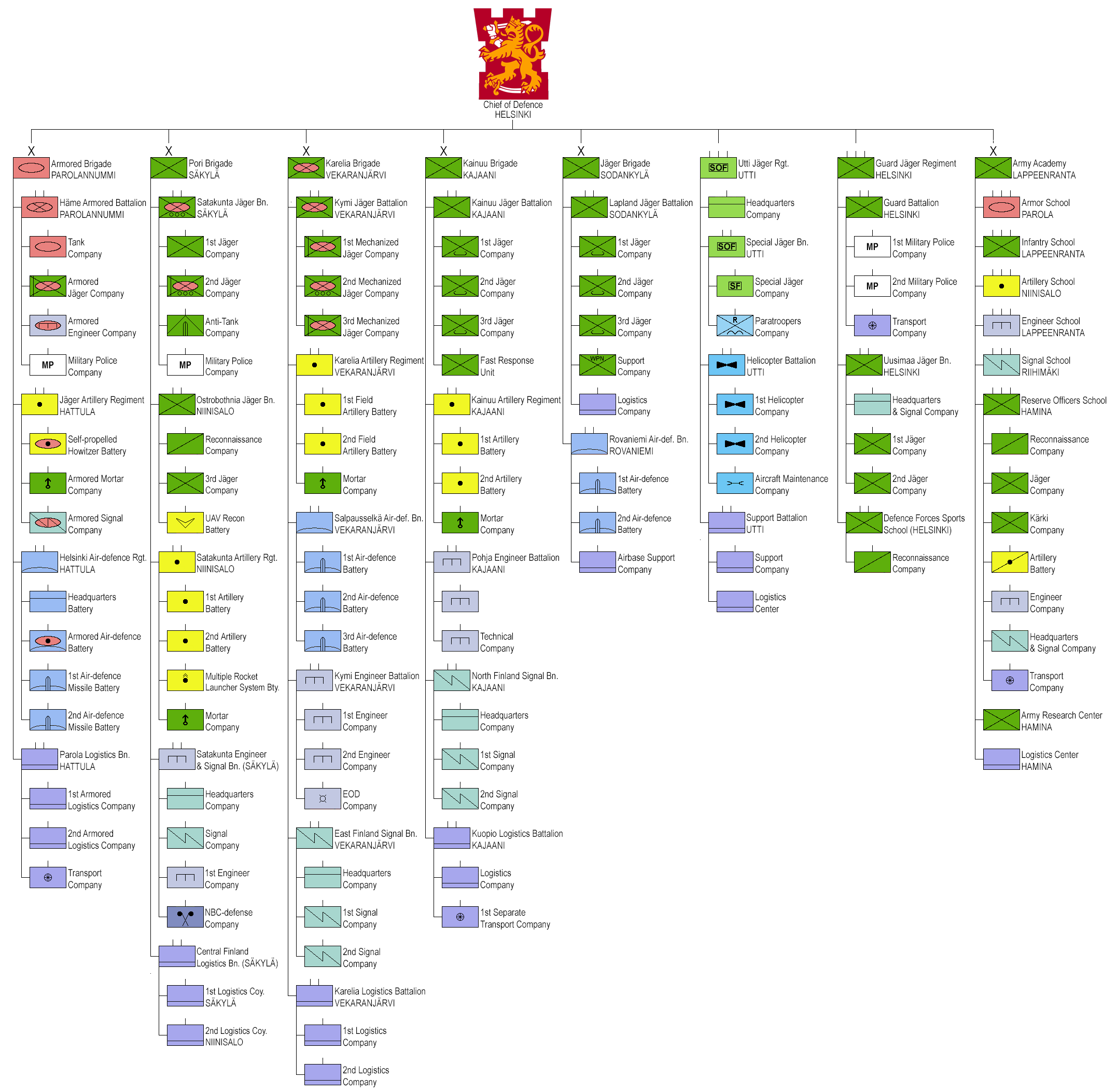
2016年におけるフィンランド陸軍の組織構成

現在のフィンランド陸軍には8つの旅団が存在する。これらのうち、陸軍学校とウッティ猟兵連隊の2つは管轄地を持たない。他の旅団は有事の際、それぞれ管轄地を中心に師団や大隊を形成する。
以下の旅団が存在している:
- 機甲旅団（英語版）
- 陸軍学校（英語版）
- 近衛猟兵連隊（英語版）
- 猟兵旅団（英語版）
- カイヌー旅団（英語版）
- カレリア旅団（英語版）
- ポリ旅団（英語版）
- ウッティ猟兵連隊（英語版）

陸軍の兵站は国防軍と共同である。

## 歴代最高司令官
元々、陸軍の指揮は国防軍参謀本部の防衛司令部が執っており、国内を3つの防衛管区に分割していたため、それぞれに司令官が設置されていた。2008年に防衛管区が廃止され、新たに陸軍参謀本部が創設されてからは、以下の者が陸軍最高司令官を務めている。
| 代 | 名前                     | 画像 | 階級 | 就任年月日   | 退任年月日     | 出典          |
| -- | ------------------------ | ---- | ---- | ------------ | -------------- | ------------- |
| 1  | イルッカ・アスパラ       |      | 中将 | 2008年1月1日 | 2011年6月30日  | [ 7 ]         |
| 2  | ライモ・ユヴァスヤルヴィ |      | 中将 | 2011年7月1日 | 2014年6月30日  | [ 8 ]         |
| 3  | セッポ・トイヴォネン     |      | 中将 | 2014年7月1日 | 2017年7月31日  | [ 9 ]         |
| 4  | ペトリ・フルッコ         |      | 中将 | 2017年8月1日 | 2021年12月31日 | [ 9 ]         |
| 5  | パシ・ヴァリマキ         |      | 中将 | 2022年1月1日 |                | [ 10 ] [ 11 ] |

## 装備

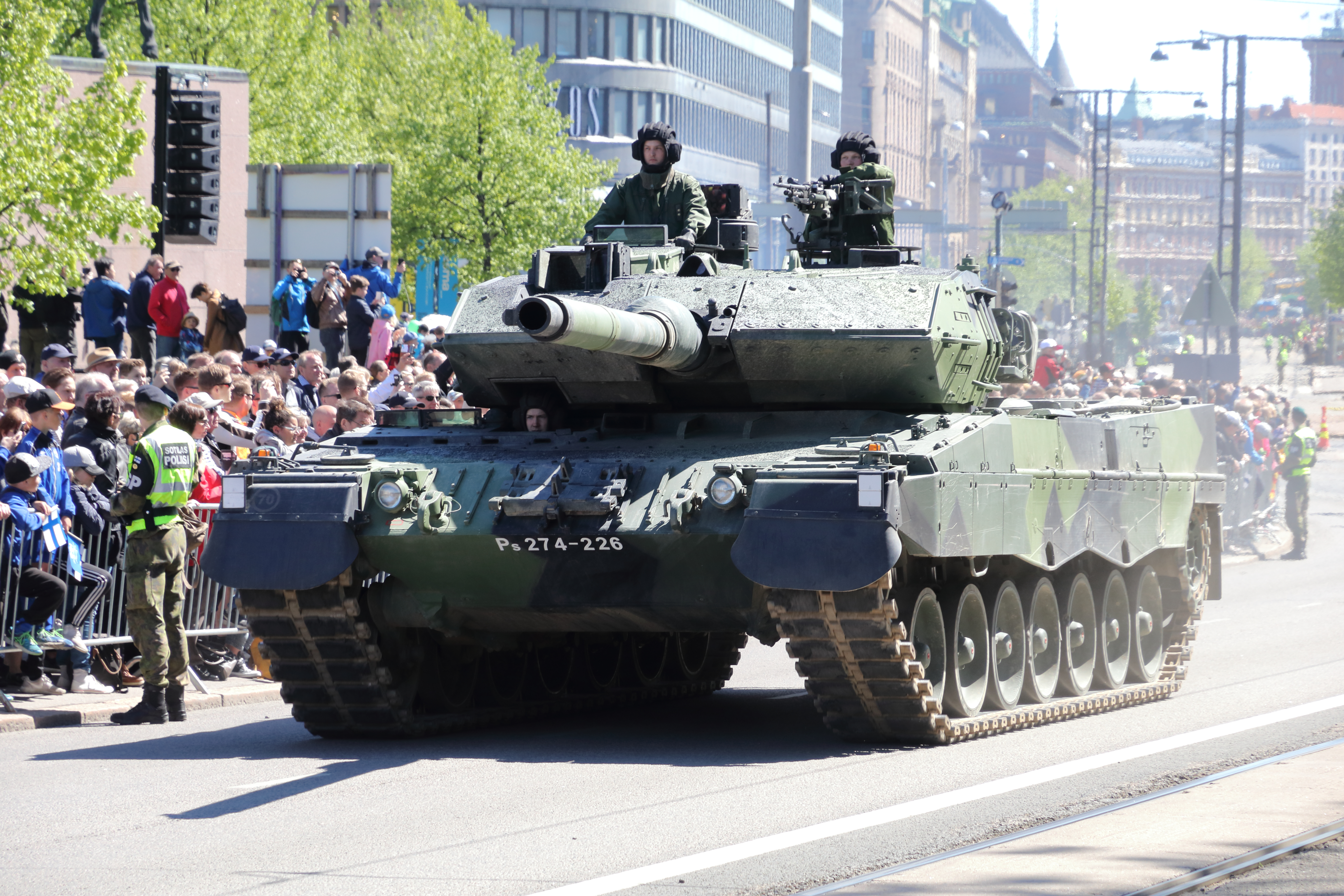
レオパルト2

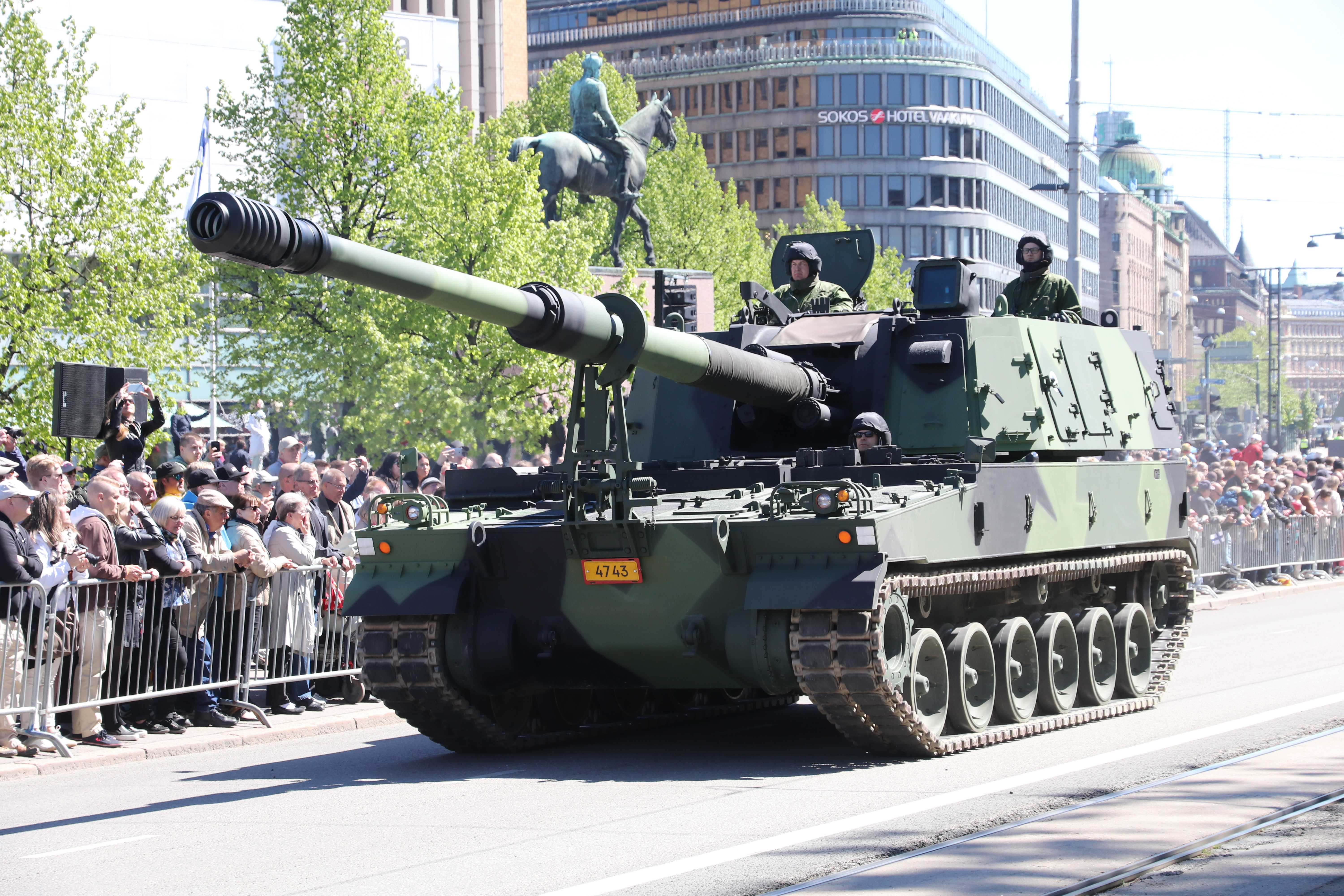
K9 155mm自走榴弾砲

主な装備品
- 主力戦車：160両
- 歩兵戦闘車：212両
- 装甲兵員輸送車(装軌車両)：389両
- 装甲兵員輸送車(装輪車両)：471両
- 迫撃砲：1671門
- 牽引砲：656門
- 自走砲：72門
- 多連装ロケット砲：22門
- ヘリコプター：27機
- 無人航空機：30機